# 2012年ロンドンオリンピックの競泳競技
2012年ロンドンオリンピックの競泳競技（2012ねんロンドンオリンピックのきょうえいきょうぎ）は、2012年7月28日から8月10日までアクアティクス・センター (ロンドン)などで実施された水泳競技の競泳である。

## 概要
種目は前回と同じ全34種目で、屋内競技32種目は2012年7月28日から8月4日までの8日間、屋外競技2種目は8月9日と8月10日の2日間にわたって行われた。
参加選手数は950人(プール:900人 マラソンスイミング:50人）。
前回から実施されているオープンウォータースイミングは「マラソンスイミング」(Marathon Swimming) という名称で実施される。

## 実施種目
屋内競技
- 自由形：50m、100m、200m、400m、800m（女子）、1500m（男子）、4×100mリレー、4×200mリレー
- 背泳ぎ：100m、200m
- 平泳ぎ：100m、200m
- バタフライ：100m、200m
- メドレー：200m個人メドレー、400m個人メドレー、4×100mメドレーリレー

屋外競技
マラソンスイミング：10km（男子、女子）

## 競技結果

### 男子
| 種目                   | 金 | 金                       | 銀                                                                                                   | 銀             | 銅 | 銅               |
| ---------------------- | --- | ------------------------ | --- | -------------- | --- | ---------------- |
| 50m自由形              | フローラン・マナドゥ フランス (FRA)                                                                          | 21秒34                   | カレン・ジョーンズ アメリカ合衆国 (USA)                                                              | 21秒54         | セーザル・シエロ ブラジル (BRA)                                                                                  | 21秒59           |
| 100m自由形             | ネーサン・エイドリアン アメリカ合衆国 (USA)                                                                  | 47秒52                   | ジェームズ・マグヌッセン オーストラリア (AUS)                                                        | 47秒53         | ブレント・ヘイデン カナダ (CAN)                                                                                  | 47秒80           |
| 200m自由形             | ヤニック・アニエル フランス (FRA)                                                                            | 1分43秒14                | 朴泰桓 韓国 (KOR)                                                                                    | 1分44秒93      | - | -                |
| 200m自由形             | ヤニック・アニエル フランス (FRA)                                                                            | 1分43秒14                | 孫楊 中国 (CHN)                                                                                      | 1分44秒93      | - | -                |
| 400m自由形             | 孫楊 中国 (CHN)                                                                                              | 3分40秒14 五輪新         | 朴泰桓 韓国 (KOR)                                                                                    | 3分42秒06      | ピーター・バンダーケイ アメリカ合衆国 (USA)                                                                      | 3分44秒69        |
| 1500m自由形            | 孫楊 中国 (CHN)                                                                                              | 14分31秒02 世界新 五輪新 | ライアン・コクラン カナダ (CAN)                                                                      | 14分39秒63     | ウサマ・メルーリ チュニジア (TUN)                                                                                | 14分40秒31       |
|                        | |                          | |                | |                  |
| 100m背泳ぎ             | マシュー・グレイバーズ アメリカ合衆国 (USA)                                                                  | 52秒16 五輪新            | ニコラス・トーマン アメリカ合衆国 (USA)                                                              | 52秒92         | 入江陵介 日本 (JPN)                                                                                              | 52秒97           |
| 200m背泳ぎ             | タイラー・クレアリー アメリカ合衆国 (USA)                                                                    | 1分53秒41 五輪新         | 入江陵介 日本 (JPN)                                                                                  | 1分53秒78      | ライアン・ロクテ アメリカ合衆国 (USA)                                                                            | 1分53秒94        |
|                        | |                          | |                | |                  |
| 100m平泳ぎ             | キャメロン・ファンデルバーグ 南アフリカ (RSA)                                                                | 58秒46 世界新 五輪新     | クリスチャン・スプレンガー オーストラリア (AUS)                                                      | 58秒93         | ブレンダン・ハンセン アメリカ合衆国 (USA)                                                                        | 59秒49           |
| 200m平泳ぎ             | ジュルタ・ダニエル ハンガリー (HUN)                                                                          | 2分07秒28 世界新 五輪新  | マイケル・ジェーミソン イギリス (GBR)                                                                | 2分07秒43      | 立石諒 日本 (JPN)                                                                                                | 2分08秒29        |
|                        | |                          | |                | |                  |
| 100mバタフライ         | マイケル・フェルプス アメリカ合衆国 (USA)                                                                    | 51秒21                   | チャド・レクロー 南アフリカ (RSA)                                                                    | 51秒44         | - | -                |
| 100mバタフライ         | マイケル・フェルプス アメリカ合衆国 (USA)                                                                    | 51秒21                   | エフゲニー・コロチシュキン ロシア (RUS)                                                              | 51秒44         | - | -                |
| 200mバタフライ         | チャド・レクロー 南アフリカ (RSA)                                                                            | 1分52秒96                | マイケル・フェルプス アメリカ合衆国 (USA)                                                            | 1分53秒01      | 松田丈志 日本 (JPN)                                                                                              | 1分53秒21        |
|                        | |                          | |                | |                  |
| 200m個人メドレー       | マイケル・フェルプス アメリカ合衆国 (USA)                                                                    | 1分54秒27                | ライアン・ロクテ アメリカ合衆国 (USA)                                                                | 1分54秒90      | ラースロー・シェー ハンガリー (HUN)                                                                              | 1分56秒22        |
| 400m個人メドレー       | ライアン・ロクテ アメリカ合衆国 (USA)                                                                        | 4分05秒18                | ティアゴ・ペレイラ ブラジル (BRA)                                                                    | 4分08秒86      | 萩野公介 日本 (JPN)                                                                                              | 4分08秒94 日本新 |
|                        | |                          | |                | |                  |
| 4×100mリレー           | フランス (FRA) アモリ・ルボー ファビアン・ジロ クレメント・ルフェール ヤニック・アニエル                     | 3分09秒93                | アメリカ合衆国 (USA) ネイサン・エイドリアン マイケル・フェルプス カレン・ジョーンズ ライアン・ロクテ | 3分10秒38      | ロシア (RUS) アンドレイ・グレチン ニキータ・ロビンツェフ ウラジミール・モロゾフ ダニラ・イゾトフ                 | 3分11秒41        |
| 4×200mリレー           | アメリカ合衆国 (USA) ライアン・ロクテ コナー・ドワイヤー リッキー・ベレンズ マイケル・フェルプス             | 6分59秒70                | フランス (FRA) アモリ・ルボー グレゴリ・マレー クレメント・ルフェール ヤニック・アニエル             | 7分02秒77      | 中国 (CHN) 郝運 李昀琦 蒋海琦 孫楊                                                                               | 7分06秒30        |
| 4×100m×メドレーリレー  | アメリカ合衆国 (USA) マシュー・グレイバーズ ブレンダン・ハンセン マイケル・フェルプス ネイサン・エイドリアン | 3分29秒35                | 日本 (JPN) 入江陵介 北島康介 松田丈志 藤井拓郎                                                       | 3分31秒26      | オーストラリア (AUS) ハイデン・ストッケル クリスチャン・スプレンガー マット・ターゲット ジェームズ・マグヌッセン | 3分31秒58        |
|                        | |                          | |                | |                  |
| 10kmマラソンスイミング | ウサマ・メルーリ チュニジア (TUN)                                                                            | 1時間49分55秒1           | トーマス・ルルツ ドイツ (GER)                                                                        | 1時間49分58秒5 | リチャード・ワインバーガー カナダ (CAN)                                                                          | 1時間50分00秒3   |

### 女子
| 種目                   | 金 | 金                      | 銀 | 銀                 | 銅 | 銅               |
| ---------------------- | --- | ----------------------- | --- | ------------------ | --- | ---------------- |
| 50m自由形              | ラノミ・クロモウィジョジョ オランダ (NED)                                                                | 24秒05 五輪新           | アリアクサンドラ・ヘラシメニア ベラルーシ (BLR)                                                                | 24秒28             | マルリーン・フェルトハイス オランダ (NED)                                                              | 24秒39           |
| 100m自由形             | ラノミ・クロモウィジョジョ オランダ (NED)                                                                | 53秒00 五輪新           | アリアクサンドラ・ヘラシメニア ベラルーシ (BLR)                                                                | 53秒38             | 唐奕 中国 (CHN)                                                                                        | 53秒44           |
| 200m自由形             | アリソン・シュミット アメリカ合衆国 (USA)                                                                | 1分53秒61 五輪新        | カミーユ・ムファ フランス (FRA)                                                                                | 1分55秒58          | ブロンテ・バラット オーストラリア (AUS)                                                                | 1分55秒81        |
| 400m自由形             | カミーユ・ムファ フランス (FRA)                                                                          | 4分01秒45 五輪新        | アリソン・シュミット アメリカ合衆国 (USA)                                                                      | 4分01秒77          | レベッカ・アドリントン イギリス (GBR)                                                                  | 4分03秒01        |
| 800m自由形             | ケイティ・レデッキー アメリカ合衆国 (USA)                                                                | 8分14秒63               | ミレイア・ベルモンテ スペイン (ESP)                                                                            | 8分18秒76          | レベッカ・アドリントン イギリス (GBR)                                                                  | 8分20秒32        |
|                        | |                         | |                    | |                  |
| 100m背泳ぎ             | メリッサ・フランクリン アメリカ合衆国 (USA)                                                              | 58秒33                  | エミリー・シーボーム オーストラリア (AUS)                                                                      | 58秒68             | 寺川綾 日本 (JPN)                                                                                      | 58秒83 日本新    |
| 200m背泳ぎ             | メリッサ・フランクリン アメリカ合衆国 (USA)                                                              | 2分04秒06 世界新 五輪新 | アナスタシア・ズエワ ロシア (RUS)                                                                              | 2分05秒92          | エリザベス・バイゼル アメリカ合衆国 (USA)                                                              | 2分06秒55        |
|                        | |                         | |                    | |                  |
| 100m平泳ぎ             | ルータ・メイルティーテ リトアニア (LTU)                                                                  | 1分05秒47               | レベッカ・ソニ アメリカ合衆国 (USA)                                                                            | 1分05秒55          | 鈴木聡美 日本 (JPN)                                                                                    | 1分06秒46        |
| 200m平泳ぎ             | レベッカ・ソニ アメリカ合衆国 (USA)                                                                      | 2分19秒59 世界新 五輪新 | 鈴木聡美 日本 (JPN)                                                                                            | 2分20秒72 日本タイ | ユリア・エフィモワ ロシア (RUS)                                                                        | 2分20秒92        |
|                        | |                         | |                    | |                  |
| 100mバタフライ         | ダナ・ボルマー アメリカ合衆国 (USA)                                                                      | 55秒98 世界新 五輪新    | 陸瀅 中国 (CHN)                                                                                                | 56秒87             | アリシア・クーツ オーストラリア (AUS)                                                                  | 56秒94           |
| 200mバタフライ         | 焦劉洋 中国 (CHN)                                                                                        | 2分04秒06 五輪新        | ミレイア・ベルモンテ スペイン (ESP)                                                                            | 2分05秒25          | 星奈津美 日本 (JPN)                                                                                    | 2分05秒48        |
|                        | |                         | |                    | |                  |
| 200m個人メドレー       | 葉詩文 中国 (CHN)                                                                                        | 2分07秒57 五輪新        | アリシア・クーツ オーストラリア (AUS)                                                                          | 2分08秒15          | ケイトリン・レブレンツ アメリカ合衆国 (USA)                                                            | 2分08秒95        |
| 400m個人メドレー       | 葉詩文 中国 (CHN)                                                                                        | 4分28秒43 世界新 五輪新 | エリザベス・バイゼル アメリカ合衆国 (USA)                                                                      | 4分31秒27          | 李玄旭 中国 (CHN)                                                                                      | 4分32秒91        |
|                        | |                         | |                    | |                  |
| 4×100mリレー           | オーストラリア (AUS) アリシア・クーツ ケイト・キャンベル ブリタニー・エルムスリー メラニー・シュランガー | 3分33秒15 五輪新        | オランダ (NED) インヘ・デッカー マルリーン・フェルトハイス フェムケ・ヘームスケルク ラノミ・クロモウィジョジョ | 3分33秒79          | アメリカ合衆国 (USA) メリッサ・フランクリン ジェシカ・ハーディ リア・ニール アリソン・シュミット       | 3分34秒24        |
| 4×200mリレー           | アメリカ合衆国 (USA) メリッサ・フランクリン ダナ・ボルマー シャノン・ヴリーランド アリソン・シュミット   | 7分42秒92 五輪新        | オーストラリア (AUS) ブロンテ・バラット メラニー・シュランガー カイリー・パーマー アリシア・クーツ             | 7分44秒41          | フランス (FRA) カミーユ・ムファ シャーロット・ボネー オフェーリ・シリエル・エティエンヌ コラリ・バルミ | 7分47秒49        |
| 4×100m×メドレーリレー  | アメリカ合衆国 (USA) メリッサ・フランクリン レベッカ・ソニ ダナ・ボルマー アリソン・シュミット           | 3分52秒05 五輪新        | オーストラリア (AUS) エミリー・シーボーム リーゼル・ジョーンズ アリシア・クーツ メラニー・シュランガー         | 3分54秒02          | 日本 (JPN) 寺川綾 鈴木聡美 加藤ゆか 上田春佳                                                           | 3分55秒73 日本新 |
|                        | |                         | |                    | |                  |
| 10kmマラソンスイミング | リストフ・エバ ハンガリー (HUN)                                                                          | 1時間57分38秒2          | ヘイリー・アンダーソン アメリカ合衆国 (USA)                                                                    | 1時間57分38秒6     | マルティナ・グリマルディ イタリア (ITA)                                                                | 1時間57分41秒8   |

## 国・地域別のメダル獲得数
| 順   | 国・地域             | 金 | 銀 | 銅 | 計 |
| ---- | -------------------- | -- | -- | -- | -- |
| 1    | アメリカ合衆国 (USA) | 16 | 8  | 6  | 30 |
| 2    | 中国 (CHN)           | 5  | 2  | 3  | 10 |
| 3    | フランス (FRA)       | 4  | 2  | 1  | 7  |
| 4    | オランダ (NED)       | 2  | 1  | 1  | 4  |
| 5    | 南アフリカ (RSA)     | 2  | 1  | 0  | 3  |
| 6    | オーストラリア (AUS) | 1  | 6  | 3  | 10 |
| 7    | ハンガリー (HUN)     | 1  | 0  | 1  | 2  |
| 8    | リトアニア (LTU)     | 1  | 0  | 0  | 1  |
| 9    | 日本 (JPN)           | 0  | 3  | 8  | 11 |
| 10   | ロシア (RUS)         | 0  | 2  | 2  | 4  |
| 11   | ベラルーシ (BLR)     | 0  | 2  | 0  | 2  |
| 11   | スペイン (ESP)       | 0  | 2  | 0  | 2  |
| 11   | 韓国 (KOR)           | 0  | 2  | 0  | 2  |
| 14   | イギリス (GBR)       | 0  | 1  | 2  | 3  |
| 15   | ブラジル (BRA)       | 0  | 1  | 1  | 2  |
| 15   | カナダ (CAN)         | 0  | 1  | 1  | 2  |
| 17   | チュニジア (TUN)     | 0  | 0  | 1  | 1  |
| 合計 | 合計                 | 32 | 34 | 30 | 96 |

銀と銅の総数が不一致なのは、男子200m自由形と男子100mバタフライは2位の選手が同着だったためである。

## 従来からの変更点
水着ルール改正
前回北京大会におけるSPEEDO社製“レーザー・レーサー”を巡る騒動がきっかけとなり更に改正が行われ、概ね以下のルールが適用される初の五輪大会となった。
1. 素材は織布に限る
2. サポーター・ブラカップも含め重ね着禁止
3. 男子は上半身裸。男女とも肩・腕・首・膝から下を覆ってはならない
4. 絆創膏の類も含めテーピングも禁止
5. 水着にはお尻の部分にFina（国際水泳連盟）承認マークが付けられていなければならない

また上記規制の対象には「肉体に身につけるもの」としてスイムキャップとゴーグルも含まれており、状況次第ではこれらに対するチェックも実施される可能性がある。